# Malé náměstí (Praha)
Malé náměstí (postaru též Malý rynek či Malý ryneček, německy Kleiner Ring) je náměstí trojúhelníkového tvaru v Praze na Starém Městě, v bezprostřední blízkosti Staroměstského náměstí (dříve zvaného Velké náměstí) a náměstí Franze Kafky.
Náměstí je obklopeno výstavnými domy, které jsou vesměs kulturními památkami. Z nich nejvíce vyniká Rottův dům čp. 142 na západní straně, kde bývalo známé železářství. Východní strana náměstí je lemována podloubím. Uprostřed stojí výstavná kašna s tepanou renesanční mříží. Její rekonstrukci provedl v letech 1877 až 1878 zámečník Jindřich Duffé.
V tzv. Richtrově domě (U Modrého jelena) čp. 459 byla roku 1882 zřízena první telefonní ústředna v Praze; byla v provozu až do roku 1902. Roku 1887 zde byla zavedena koncová stanice první linky pražské potrubní pošty. Dům byl postaven na místě několika starších domů, z nichž v jednom zvaném „U Mouřenína“ měl ve 2. polovině 14. století lékárnu florentský apatykář Augustin, majitel zahrady na Slupi.
I další domy mají svá domovní znamení (U Bílého lva, U Zlaté lilie, U Černého koníčka). Na jižní straně se nachází dům nazývaný V ráji nebo U anděla – čp. 144/1, v němž už v roce 1374 měl lékárnu císařský apatykář Angelo z Florencie, majitel „Andělské zahrady“ v Jindřišské ulici.
Přes Malé náměstí prochází také někdejší Královská cesta ze Starého Města směrem na Pražský hrad.

## Historický vývoj
Osada kupců z francouzské oblasti byla založena v románské době na území dnešního Malého náměstí a přilehlých budov. Ležela mimo samotné Staré Město jižně od kostela svatého Linharta, který byl později stržen a na jeho místě byla postavena Nová radnice.
Starobylý vzhled ztratilo Malé náměstí na přelomu 18. a 19. století, kdy zde proběhla přestavba obytných budov do současné podoby.

## Domy
- Dům U Zlatého rohu (čp. 4/10)
- Dům U Zlaté dvojky (čp. 5/9)
- Dům U Tří mečů (čp. 6/8)
- Dům U Tří lip (čp. 7/7)
- Dům U Žluté sochy (čp. 8/6)
- Dům U Tří kominíčků (čp. 9/5)
- Dům U Zlaté koruny (nárožní dům, Karlova čp. 455/48)
- Dům U Černého koníčka (čp. 456/14)
- Dům U Zlatého orla (čp. 457/13)
- Dům U Zlaté lilie (čp. 458/12)
- Richtrův dům (čp. 459/11)
- Dům U Černého beránka (čp. 138/4)
- Dům Pytlíkovský (Rottův dům, čp. 142/3)
- Dům U Bílého lva (čp. 143/2)
- Dům U Anděla – Polský institut v Praze (čp. 144/1)

## Fotogalerie

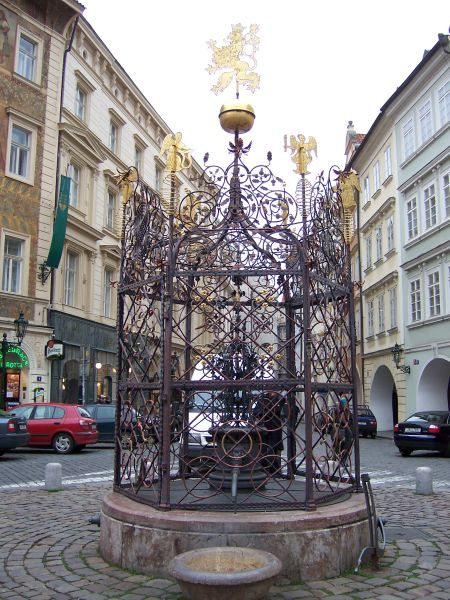
Kašna na Malém náměstí
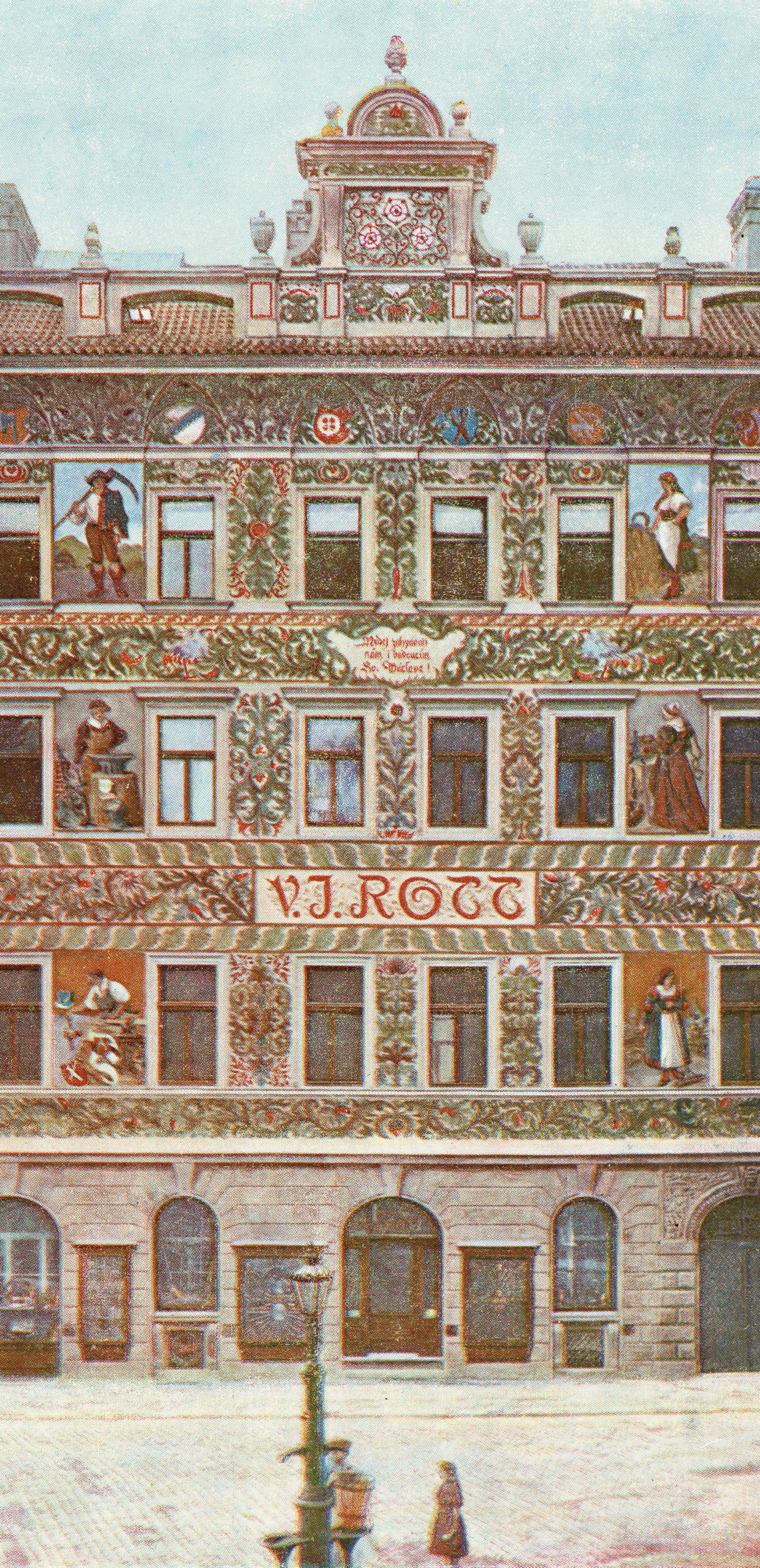
Rottův dům s freskami navrženými Mikoláše Alše
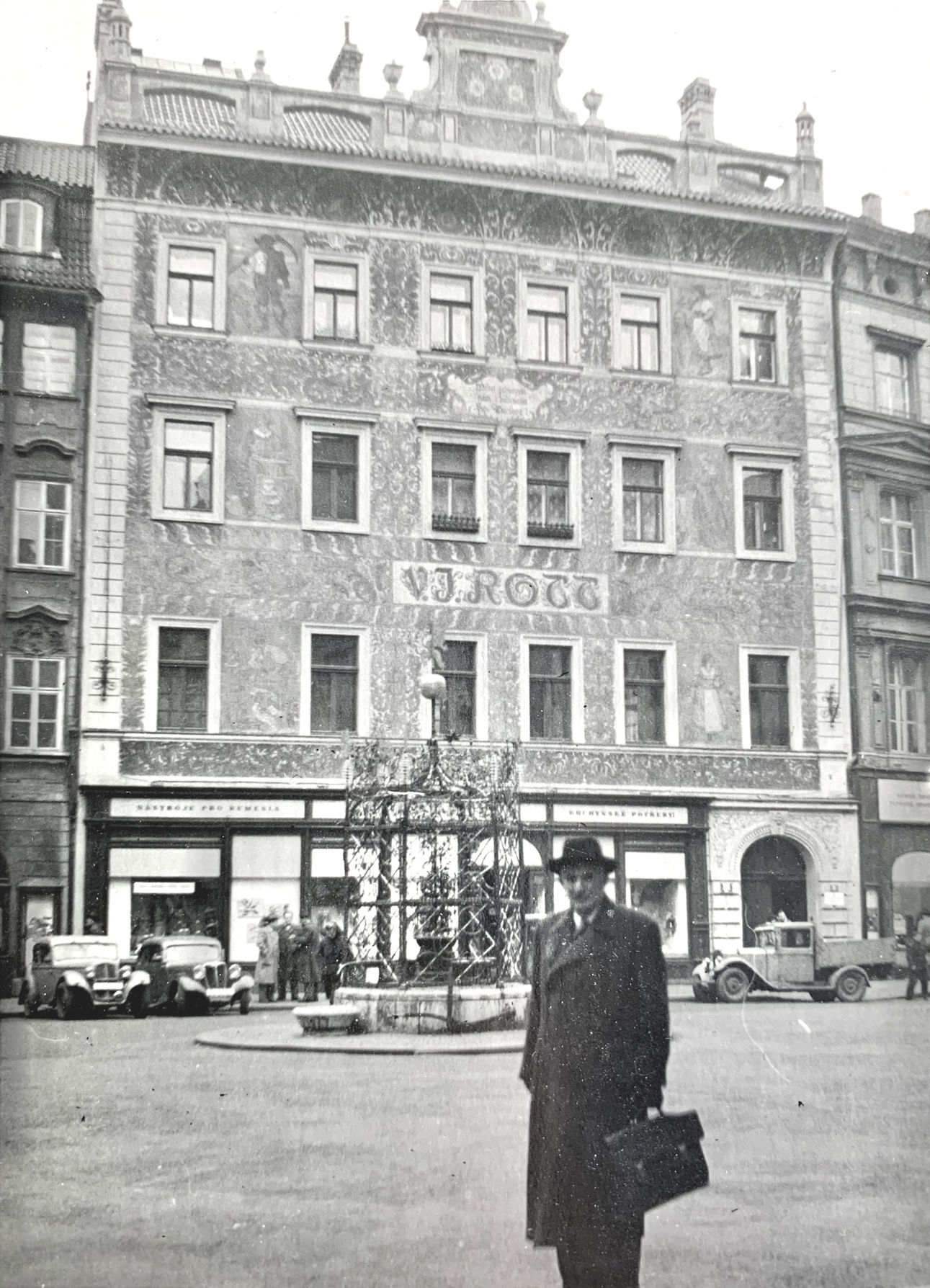
František Neuwirth před domem příbuzných
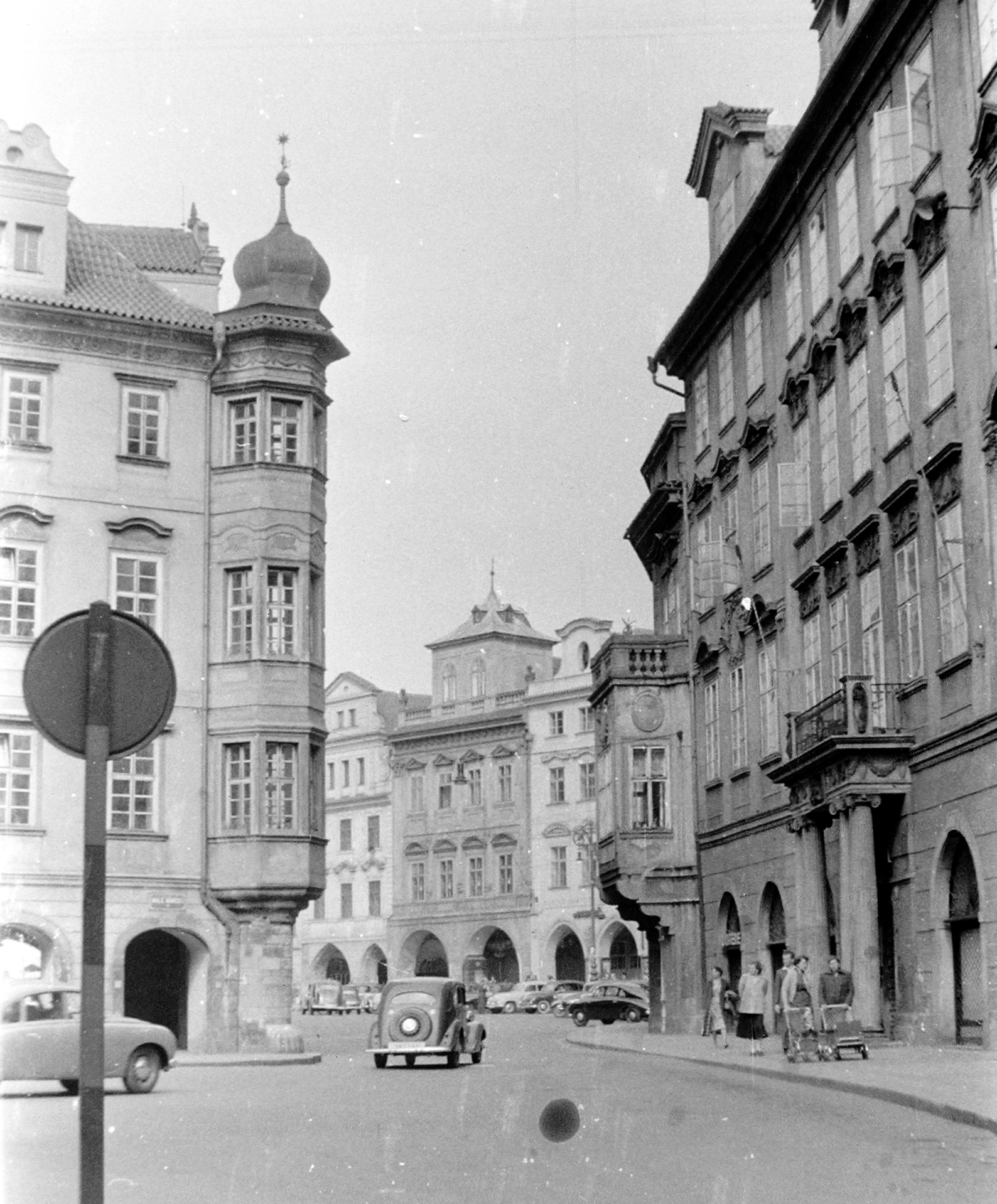
Malé náměstí v roce 1955
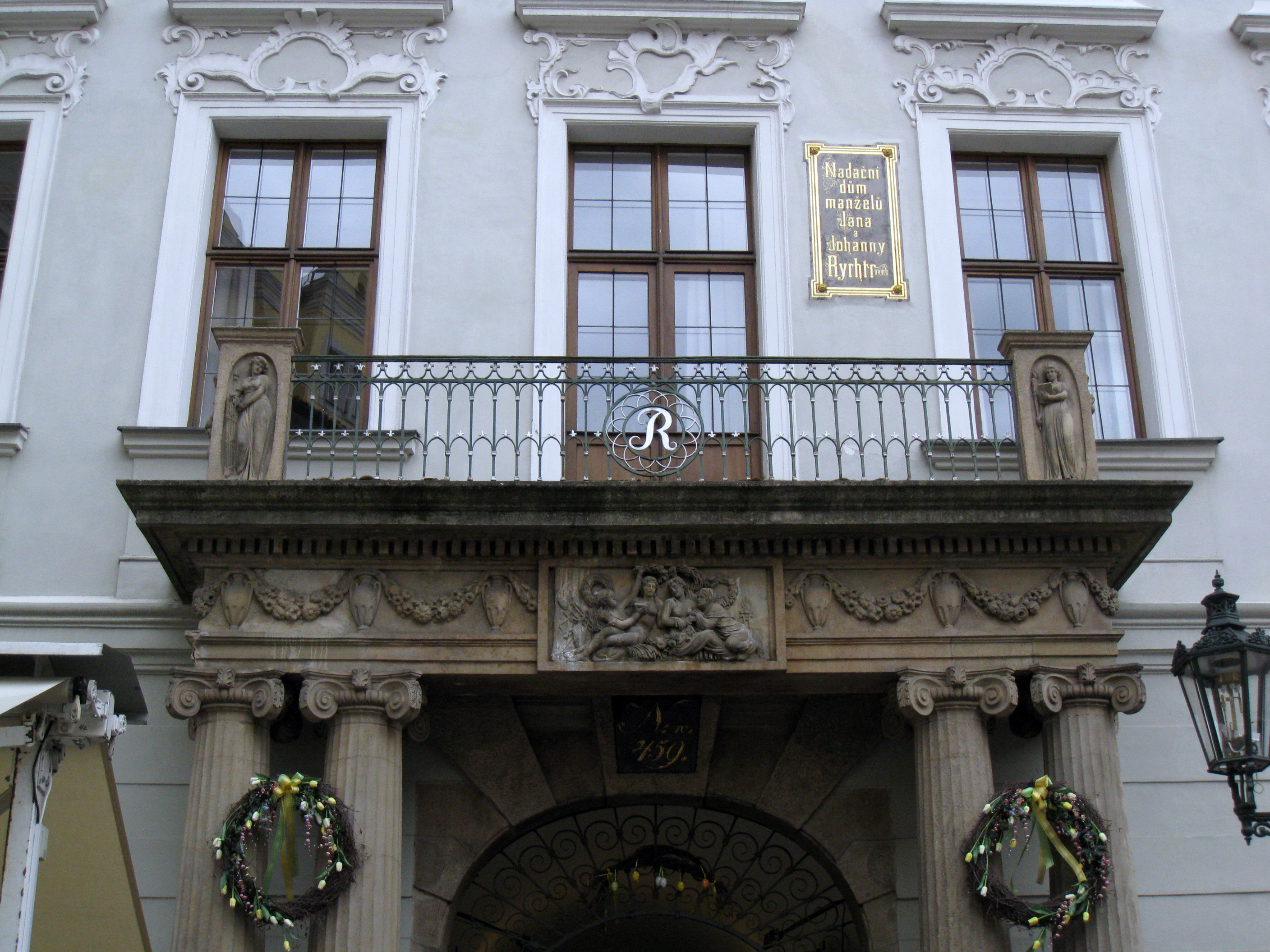
Balkon nad vstupem domu U Modrého jelena
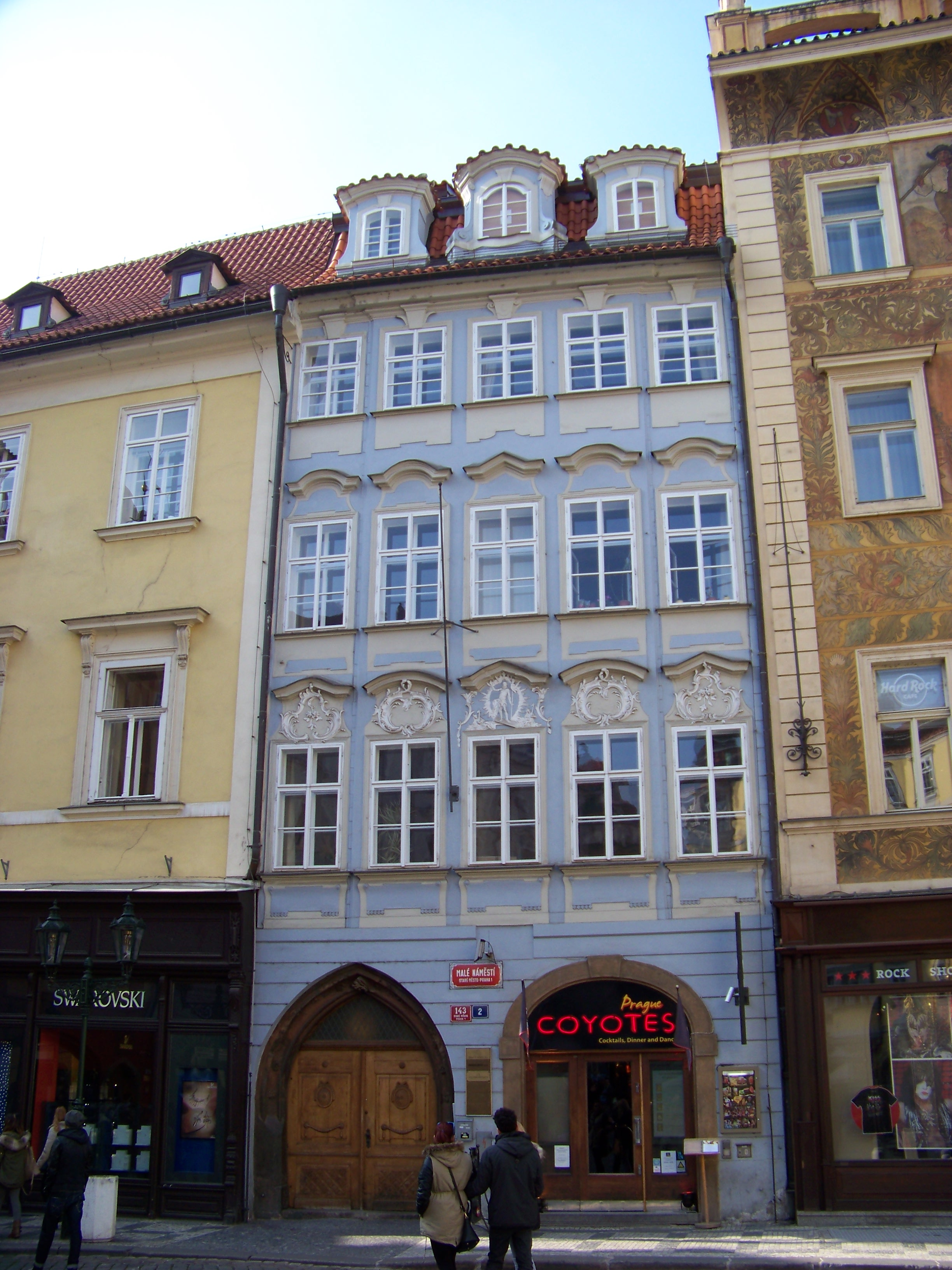
Dům U Bílého lva
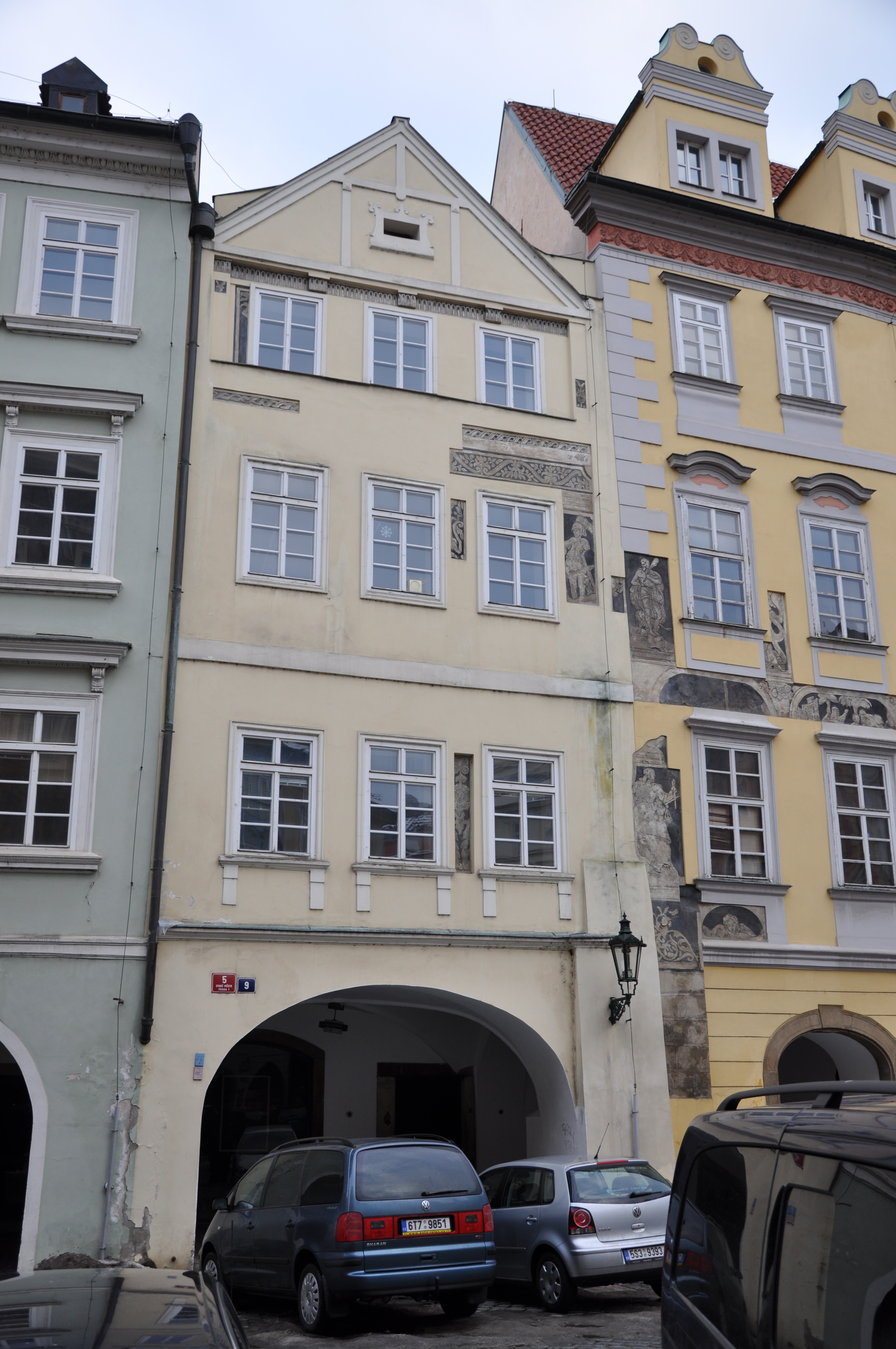
Dům U Zlaté dvojky
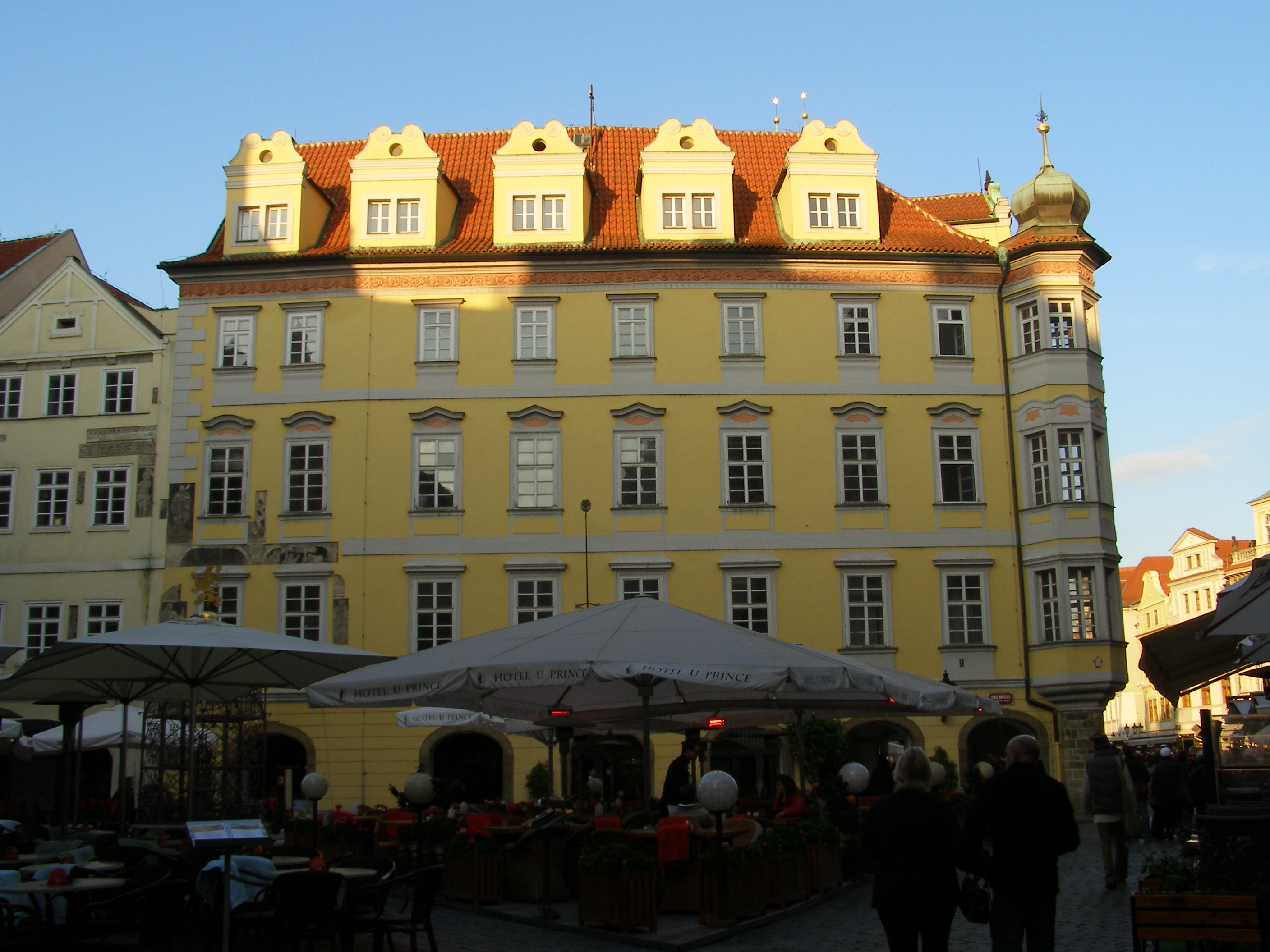
Dům U Zlatého rohu
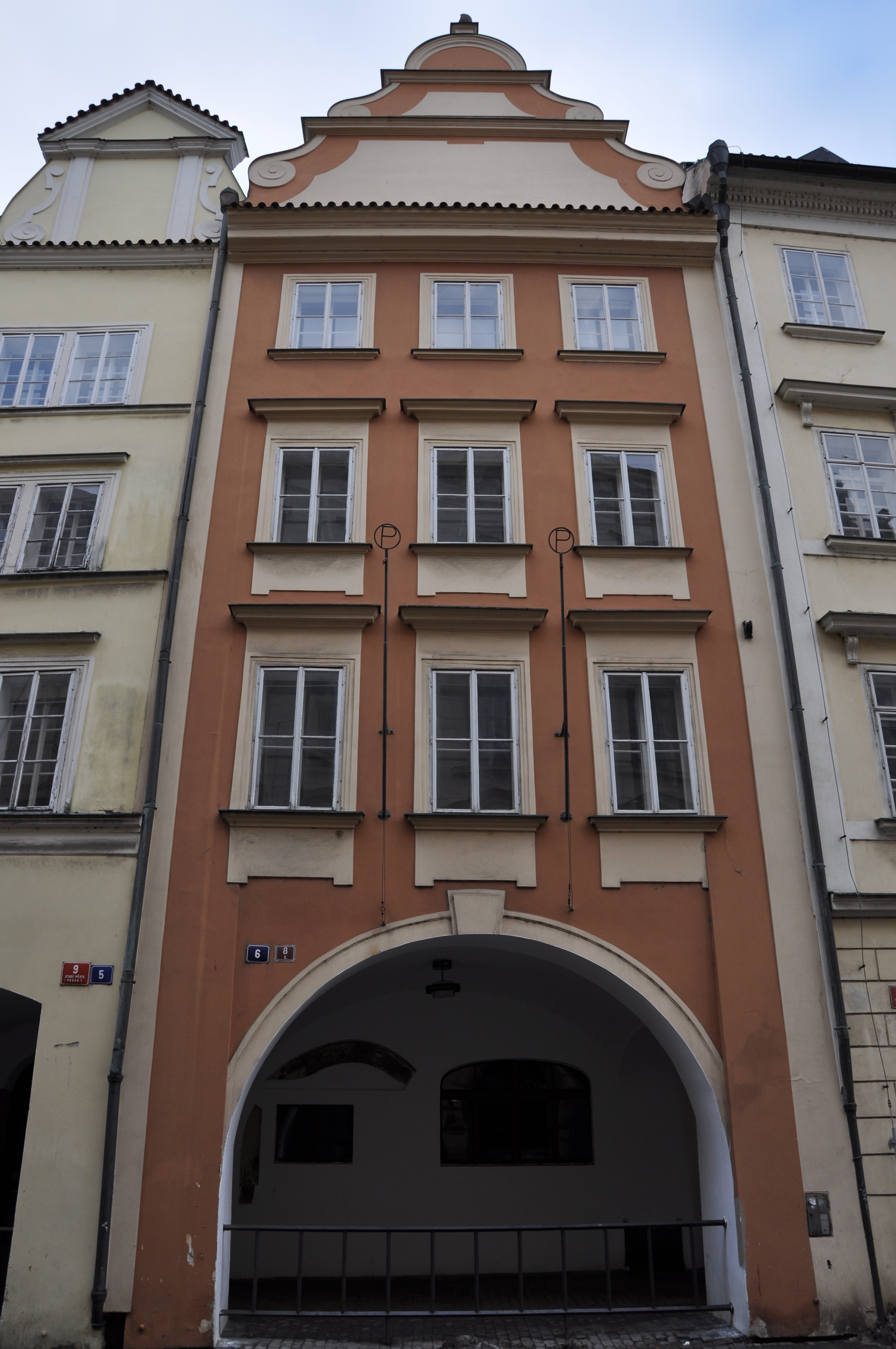
Dům U Žluté sochy
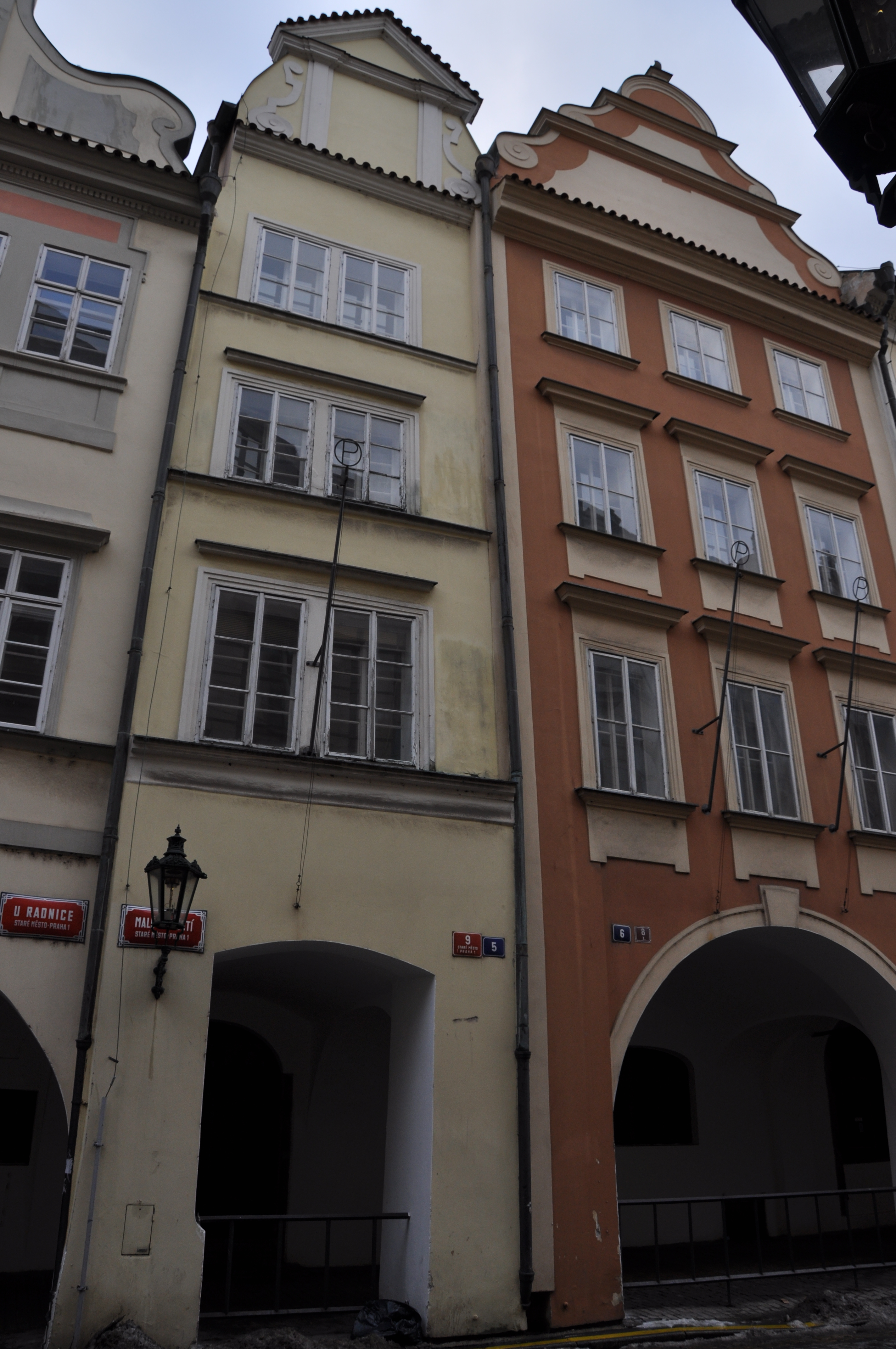
Dům U Tří kominíčků
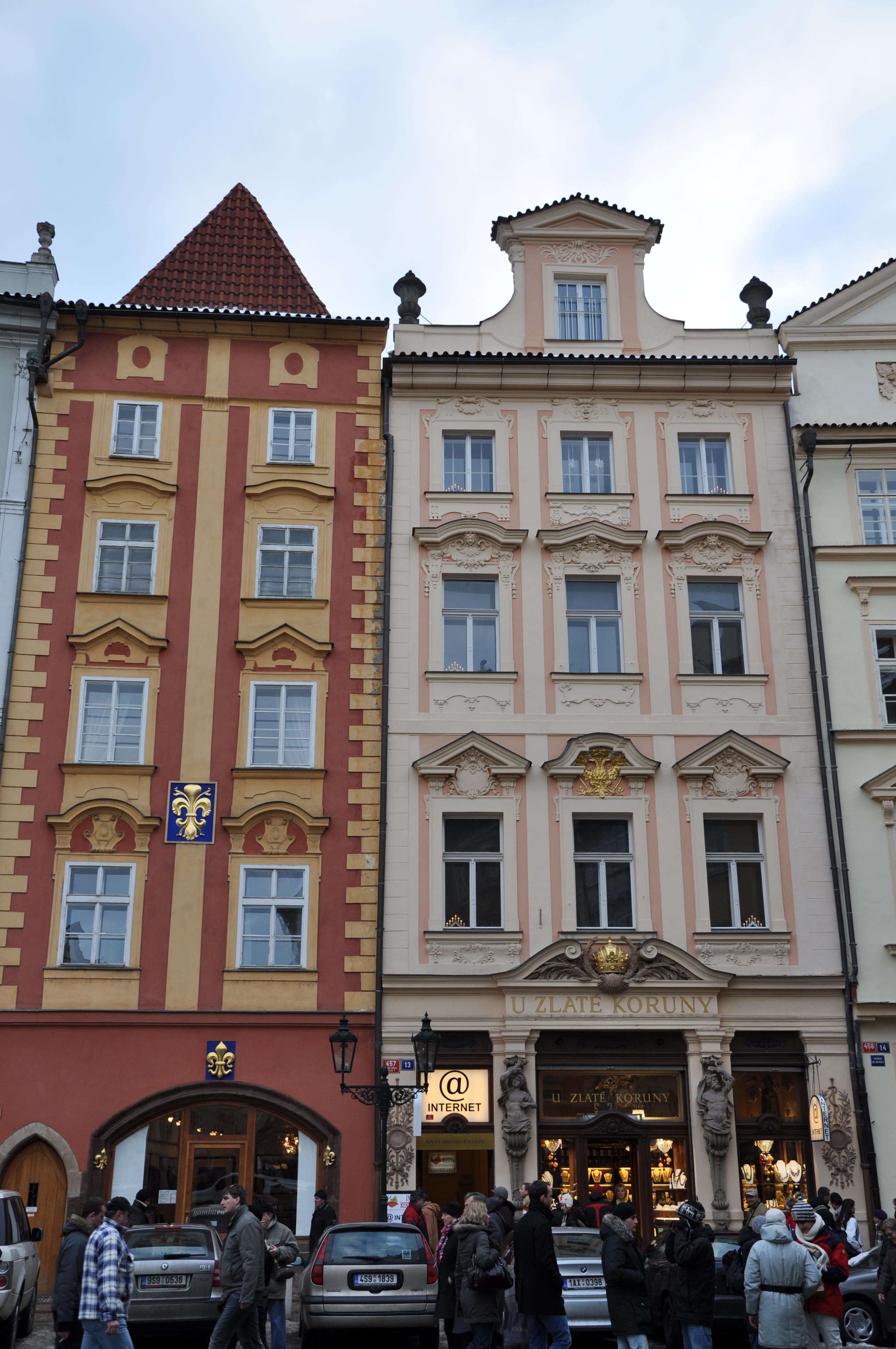
Domy Dům U Zlaté lilie (vlevo) a U Zlatého orla (vpravo)
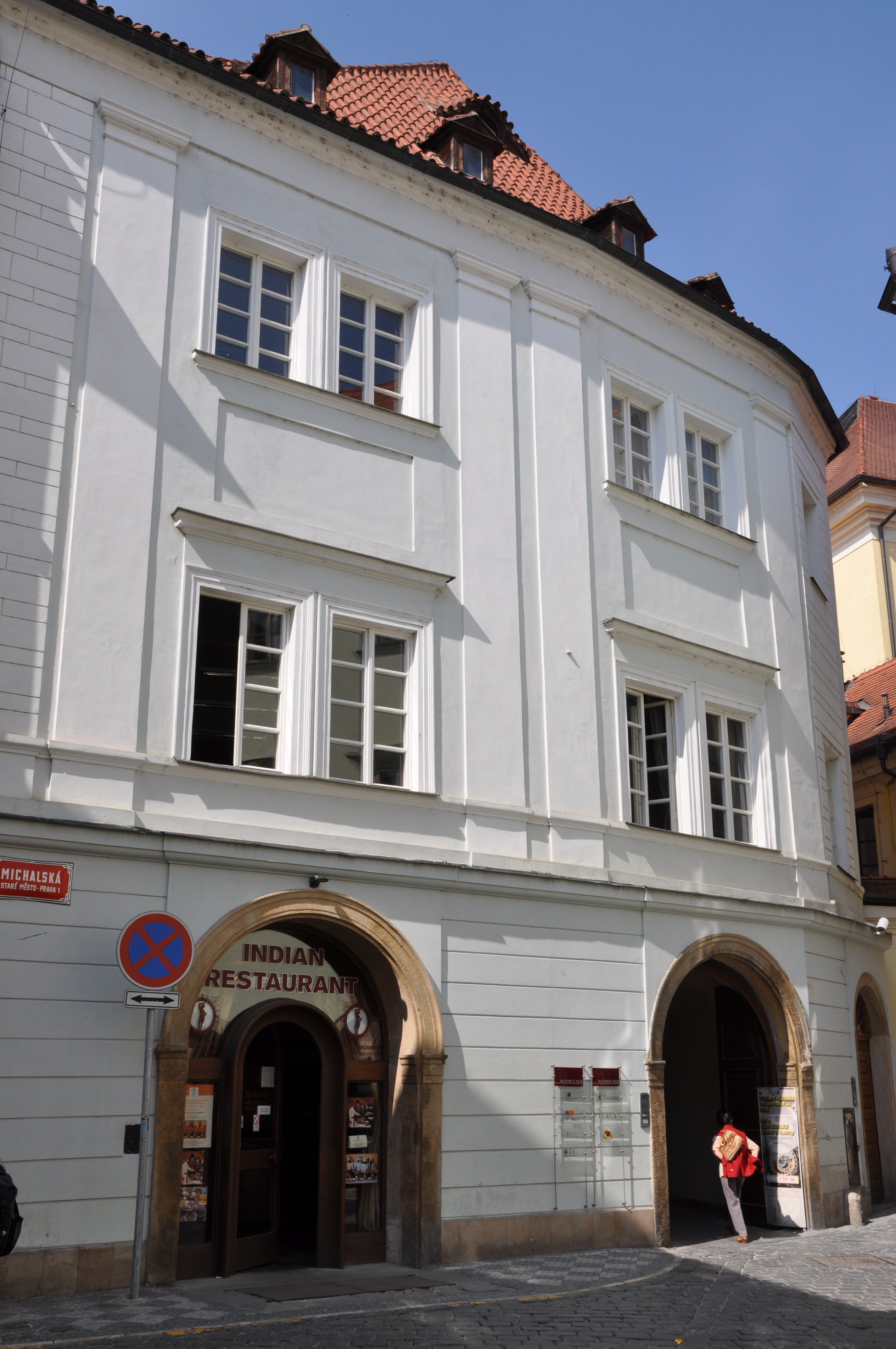
Richtrův dům
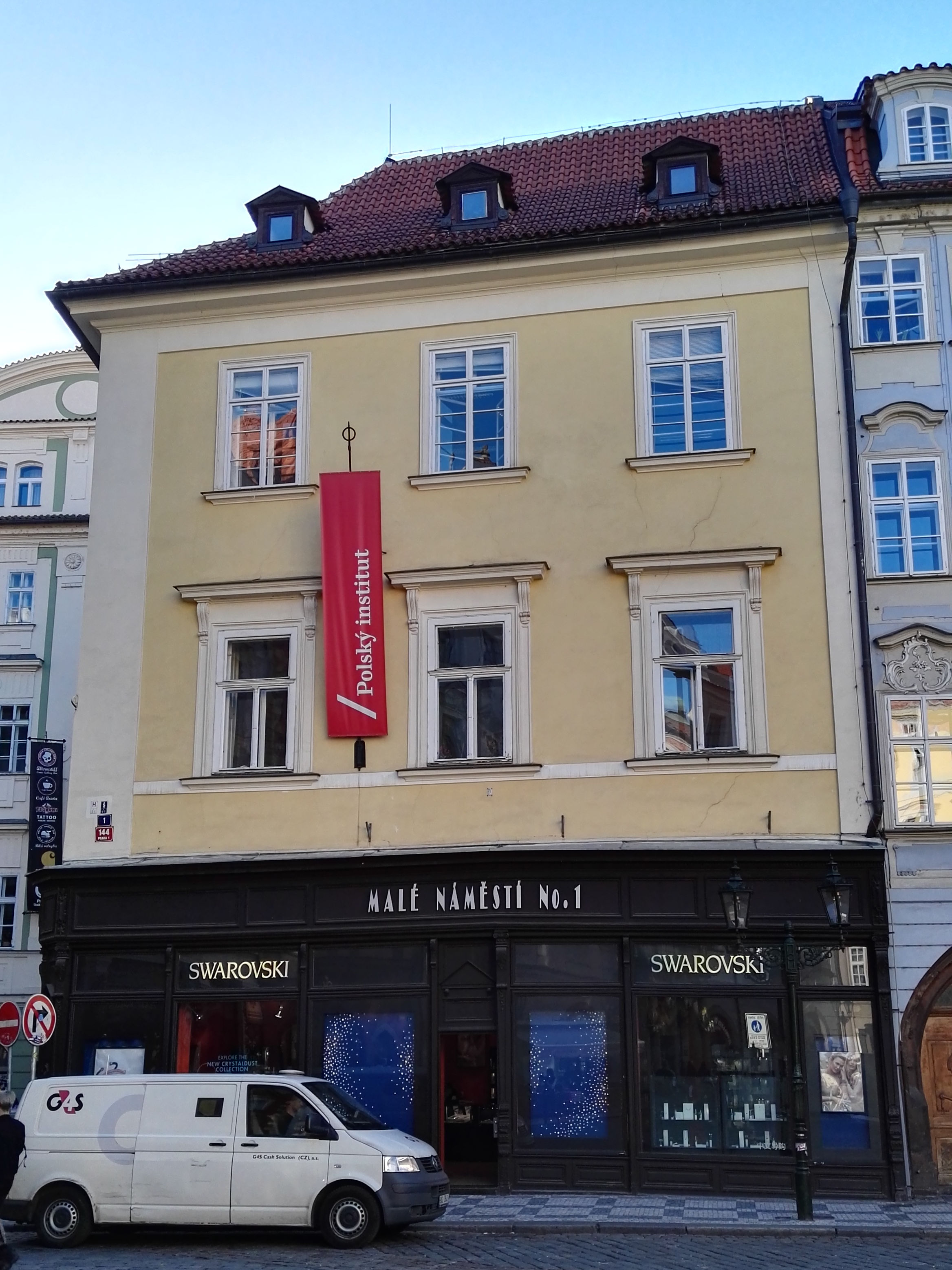
Dům U Anděla, Polský institut v Praze